# 백이소
백이소(白以昭, 1557년 ~ 1597년)는 조선 중기의 무신으로 자는 융원(隆遠), 호는 부암(傅巖)이다. 본관은 청도(淸道)이나 옛 지명인 오산(鰲山)으로 쓰기도 한다.

## 생애
고려 때 박경순(朴慶純) 일당의 난을 진압한 청도 호장 백계영(白桂英)의 후손인 선략장군(宣略將軍) 백희(白喜)의 둘째 아들로 경주부 서면 부산촌(富山村) 출신이다. 풍채가 크고 힘이 출중하였는데, 임진왜란이 발발하자 1592년(선조25) 6월 경주지역 의병장으로 경주부윤 윤인함, 판관 박의장과 함께 문천회맹(蚊川會盟)에 참여하였다. 노모와 아내를 산 속에 피신시킨 후 산에서 내려와 가복들을 이끌고 의병장이 되어 왜적을 무찔렀다. 1594년(선조 27)에는 갑오별시 병과에 급제하고 훈련원 봉사에 특제되었다.
1597년(선조 30)에 왜적이 재차 침입해오자 적을 공격하던 중 탄환에 맞아 부상을 입었다. 그러나 부상당한 몸으로 고통을 무릅쓰고 다시 출전하자 경주 판관이 만류했으나 '신하된 도리로 죽을 뿐'이라 말하며 영천 창암 전투에서 분전하다가 의병장 최봉천(崔奉天) 등과 함께 순절하였다.

## 사후
시신을 찾지 못하여 의관으로 초혼장을 지냈다. 묘는 월성군 산내면 장사리에 있는데, 향인들이 '백장군묘'라 부르고 있다.
1814년(순조 14년)에 병조참의에 증직되었으며, 광산사(光山祠)에 배향되었다. 광산사는 훼철되었다가 광산정사(光山精舍)로 복건되었다.

## 가족관계
- 부 : 백희(白喜) 선략장군(宣略將軍)
- 모 : 영양 최씨(永陽崔氏)
  - 부인 : 숙부인 여강 이씨(驪江李氏)
  - 계배 : 숙부인 순천 김씨(順天金氏), 김언광(金彦光)의 녀
    - 아들 : 운붕(雲鵬)
    - 아들 : 운곤(雲鵾)

  - 제 : 이정(以貞)
  - 제 : 이민(以敏)

## 참고 문헌
- 경주읍지(慶州邑誌), 1919년
- 동경잡기(東京雜記), 1669년 민주면(閔周冕)
- 부암실기(傅巖實記), 백수장(白受章)
- 강고선생문집(江皐先生文集)
- 고계문집(古溪文集)